# New York University Violets football 1873-1879
Nelle stagioni che vanno dal 1873 al 1879, i New York University Violets football, rappresentanti l'Università di New York mossero i primi passi nel football americano, disputando solo cinque gare, perdendole tutte, e tutte contro la Stevens Tech. 
I Violets, nel periodo dal 1873 al 1879 non ebbero un coach ufficiale, e non giocarono gare casalinghe, essendo scesi in campo sempre ad Hoboken (New Jersey), campo di gara di Stevens Tech.

## 1873
| 18 ottobre 1873      | at Stevens Tech* | Hoboken (New Jersey) | L 1-6 |
| *Gare non-conference |                  |                      |       |

## 1874
| 10 novembre 1874     | at Stevens Tech* | Hoboken (New Jersey) | L 0-6 |
| *Gare non-conference |                  |                      |       |

## 1875
| 17 ottobre 1875      | at Stevens Tech* | Hoboken (New Jersey) | L 0-5 |
| *Gare non-conference |                  |                      |       |

## 1876
| 31 ottobre 1876      | at Stevens Tech* | Hoboken (New Jersey) | L 0-8 |
| *Gare non-conference |                  |                      |       |

## 1877
In questa stagione New York non disputò nessuna gara.

## 1878
In questa stagione New York non disputò nessuna gara.

## 1879
| 15 novembre 1879     | at Stevens Tech Freshmen* | Hoboken (New Jersey) | L 0-2 |
| *Gare non-conference |                           |                      |       |